# Груша Адамівська
Гру́ша Ада́мівська — ботанічна пам'ятка природи місцевого значення в Україні. Об'єкт природно-заповідного фонду Одеської області. Розташована в межах Березівського району Одеської області, в одному з дворів села Адамівка, на вул. Байдикової, буд 18.

## Загальна характеристика
Площа 0,10 га. Статус надано 9 листопада 2012 року з ініціативи Київського еколого-культурного центру. Перебуває у віданні Іванівської селищної ради.
До 2020 року керівною організацією була Северинівська сільська рада.
Обхват 4,12 м, висота 15 м, вік близько 300 років.